# 一水会 (思想団体)
一水会（いっすいかい）とは、思想探求団体。日本の民族主義団体の一つ。

## 概要
1970年（昭和45年）11月25日、陸上自衛隊市ヶ谷駐屯地の東部方面総監部で楯の会会員5人が起した「楯の会事件」で、自衛隊員に蹶起を促し、痛烈に戦後日本を批判して自決した三島由紀夫・森田必勝両者の行動を"戦後体制打破"へ向けた果敢な行動と位置付け、「両烈士らの魂魄を継承する」為、1972年（昭和47年）5月30日、創設された。命名者は阿部勉。「月に一回、第一水曜日の勉強会」の意味だが、「世界は海洋を通じて一衣帯水である」という意味もある。
反共の立場から多くの団体が「親米路線」を取っていたことに対し、戦後日本を米国の従属体制に成り下がってしまったと規定し、戦前からの思想指導者の影響を受け、日本の完全なる独立を勝ち取る、として「対米自立」「日米安保破棄」「戦後体制打破」を掲げている。
「韓国を嫌って日本だけを愛するというのは本当の愛国心とは言えない。そんな愛国心は嘘。」と主張。「日本人の品位を貶める」ものと批判し、鈴木邦男、木村三浩が排外主義・レイシズム反対集会に参加。2013年4月号の機関紙レコンキスタ内でも在特会等のデモをヘイトスピーチとし、批判している。
創設以来、鈴木邦男が代表を務めてきたが、1999年（平成11年）、書記長だった木村三浩に交代した。鈴木は顧問となり、文化人として、言論活動を行っている。木村は池子米軍住宅建設反対運動を行ったり、「対米自立」の観点を堅持し、湾岸戦争以降のイラク、北大西洋条約機構（NATO）空爆後のユーゴスラビア連邦共和国（現：セルビア）等を訪問。フランス、ドイツ、ロシア、リビア、シリア、マレーシア等各国の政党・団体と交流した。2006年に処刑されたサッダーム・フセイン大統領の追悼会を日本で唯一開催。2010年（平成22年）8月11日には国民戦線のジャン＝マリー・ル・ペン党首ら欧州諸国の政党・活動家を東京に招き、14日にはル・ペンらとともに靖国神社参拝を敢行してニュースになった。
2015年には鳩山由紀夫元首相らとともにクリミアに赴いたことで、多くの右翼民族派団体から抗議街宣にさらされ、木村は謝罪し責任をとる形で、以後「右翼団体」と自称しない旨を宣言している。

## 勉強会
- 一水会フォーラムは、一般人にも門戸を開き、毎月一回新宿区高田馬場のホテルにて、講師を招いて勉強会を行っている。通常50 - 100人が参加している。勉強会の内容は『せめぎあう言霊 一水会フォーラム講演録』（鹿砦社・定価800円）に収録されている。
- 木村ゼミは、非公開の形式であるが、申し込みの手続きを経れば誰でも参加できる。毎月一回会員とゼミ生が集まり、代表木村三浩の講義を受けている。ゼミ生は現在6期生で十数名がいる。
- 鹿砦社との協力で、兵庫県西宮市では「鈴木邦男ゼミin西宮」が定期的に開かれている。また、一水会フォーラム地方出張版や、「レコンキスタ読者の会」「レコンキスタ読者の集い」も全国各地で行われている。

## 関連出版物
- 『月刊レコンキスタ』は、一水会の思想と行動を世の中に発信するため、毎月発行されている機関紙。50年以上にわたり発行され、現在550号を超えている。部数は3,000部（公称）。
- 『レコンキスタ縮刷版は、1 - 100号、101 - 200号の「月刊レコンキスタ」を縮刷し書籍化したもの。
- 『せめぎあう言霊』（鹿砦社・定価800円）は、一水会フォーラムの講演録を書籍化したもの。

## その他
- 2003年（平成15年）イラク戦争の際、「ブッシュ政権のイラク攻撃に反対する会」を結成。リーダーの木村三浩が同年2月13日記者会見。2月15日出発。2月24日帰国。3月4日記者会見。
- 2007年（平成19年）顧問鈴木邦男、代表木村三浩は北朝鮮による日本人拉致問題で冷え切っている北朝鮮を訪問した。木村は北朝鮮に残置されている日本人軍人・軍属の遺骨2万2千の返還を提案した。
- 2009年（平成21年）2月5日から4週にわたり『週刊新潮』に掲載された、「実名告白手記 私は朝日新聞『阪神支局』を襲撃した！」の記事で、児玉誉士夫・野村秋介について、事実に基づかない虚偽の報道がなされた。これに対し、木村三浩は阿形充規、犬塚哲爾、蜷川正大、市村清彦と共に、「対『週刊新潮』」抗議団を結成し、正面から徹底的に抗議活動を展開した。結果、『週刊新潮』は虚報を認め、関係者に対し全面的に謝罪した。
- 2024年（令和6年）機関誌「レコンキスタ[11]」誌上において、明治神宮外苑再開発は「明治神宮の元宮司外山勝志が神社経営を私物化し、更なる金儲けを目論んで再開発を企図した」という独自の主張を展開した。批判に対して根拠は示さなかったが、「文学的アイロニー」[12]であり、誹謗の意図はないと宣言した。